# Бойков, Илья Владимирович
Илья Владимирович Бойков (19 марта 1941, Кременчуг, Полтавская область — 2 мая 2024, Пенза, Россия) — советский и российский учёный в области вычислительной математики, доктор физико-математических наук, профессор. Почётный работник высшего профессионального образования Российской Федерации (2001).
Заведующий кафедрой «Высшая и прикладная математика» ПГУ (1974—2022).
Руководитель научно-педагогической школы «Аналитические и численные методы решения задач математической физики» ПГУ (1983—2024).

## Биография
Родился 19 марта 1941 года в Кременчуге Полтавской области Украинской ССР.
В 1963 году окончил Пензенский политехнический институт по специальности «Математические и счётно-решающие приборы и устройства».
В 1968 году окончил Казанский государственный университет по специальности «Математика».
С 1963 по 1965 годы работал инженером-наладчиком на Пензенском заводе ВЭМ. С 1965 по 1968 год работал старшим инженером Пензенского научно-исследовательского института математических машин.
В 1971 году И. В. Бойков начал работать в Пензенском политехническом институте в должности ассистента кафедры «Высшая математика» (в настоящее время — «Высшая и прикладная математика»). Затем, в 1972 году был переведён на должность старшего преподавателя. В этом же году И. В. Бойковым была защищена кандидатская диссертация по специальности «Математический анализ» (на тему «Приближенное решение сингулярных интегральных уравнений»).
В 1973 году избран доцентом кафедры «Высшая математика».
1974—2022 — заведующий кафедрой «Высшая и прикладная математика» Пензенского государственного университета.
Скончался 2 мая 2024 года в Пензе. Прощание и похороны прошли 4 мая на Митрофановском кладбище Пензы.

## Научная деятельность
В 1972 году защитил кандидатскую диссертацию по специальности «Математический анализ» (на тему: «Приближенное решение
сингулярных интегральных уравнений»).
В 1991 году во ВЦ СО АН СССР защитил докторскую диссертацию по специальности «Вычислительная математика» (на тему «Оптимальные по точности алгоритмы вычисления сингулярных интегралов и решения сингулярных интегральных уравнений»).
К основным научным достижениям И. В. Бойкова относятся: — общий метод построения оптимальных алгоритмов вычисления сингулярных и гиперсингулярных интегралов;
— построение и обоснование проекционных методов решения нелинейных сингулярных интегральных уравнений;
— решение 9-й и 18-й задач, сформулированных К. И. Бабенко в 1985 г. в статье «О некоторых задачах теории приближений и численного анализа» (УМН. 1985 Т. 40, вып. 1 (241). С. 3-27), в ряду 19 задач, имеющих, по мнению автора статьи, исключительное значение для численного анализа и теории приближения функций. Первая задача была посвящена асимптотике численного решения задачи Дирихле для уравнения Лапласа, вторая — вычислению поперечников Колмогорова и Бабенко для классов функций, модули производных которых растут, как степенные функции расстояния от точки до границы области. Последняя задача была обобщена на более широкие классы функций;
— решение проблемы Колмогорова о существовании аналитических функций многих переменных, не представимых непрерывно дифференцируемыми функциями меньшего числа переменных;
— обобщение первого метода Ляпунова на системы нелинейных обыкновенных дифференциальных уравнений и уравнений в частных производных параболического типа, решение проблемы Брокетта о стабилизации решений систем дифференциальных
уравнений, решение проблемы Айзермана для одного частного случая.
Области научных интересов: вычислительная математика, динамические системы, численные методы геофизики, математические модели экономики, экологии, медицины.
И. В. Бойков являлся организатором и руководителем научно-педагогической школы «Аналитические и численные методы решения задач математической физики». Научные результаты, полученные членами коллектива НПШ, широко известны как в России, так и за рубежом.
В частности, они были поддержаны 3 грантами Министерства образования и науки, 3 грантами РФФИ, грантом РГНФ, 2 грантами международного научного фонда. Члены коллектива участвуют в федеральных целевых программах.

## Публикации
Автор более 500 научных работ, среди них: 8 монографий, около 500 статей в научных журналах и материалах конференций, более 60 статей проиндексированы в Web of Science и Scopus; получено 6 авторских свидетельств, 2 патента, сделано более 100 докладов на международных и республиканских конференциях и семинарах.
Некоторые труды:
- Бойков И. В., Бойкова А. И.,Кривулин Н. П., Гринченков Г. И. Оптимальные методы табулирования физических полей // Известия высших учебных заведений. Поволжский регион. Технические науки. 2013 г. № 4 (28). С. 45-61.
- Бойков И. В., Кривулин Н. П., Рязанцев В. А. Оптимальные методы аппроксимации тепловых полей // Известия высших учебных заведений. Поволжский регион. Физико-математические науки. Математика. 2013 г. № 4. С. 5-16.
- Бойков И. В., Захарова Ю. Ф., Дмитриева А. А. Устойчивость развивающихся систем // Известия высших учебных заведений. Поволжский регион. Физико-математические науки. Математика. 2013 г. № 4. С. .
- Бойков И. В., Кривулин Н. П. Параметрическая идентификация систем, математические модели которых описываются дифференциальными уравнениями с производными дробных порядков // Метрология. 2013. № 9. С. 3-17.
- Boykov I.V., Tynda A.N. Numerical methods of optimal accuracy for weakly singular Volterra integral equations // Annals of functional Analysis. 2015. V. 6, No 4. P. 114 −133.
- Бойков И. В., Айкашев П. В., Сёмов М. А. Приближенное решение гиперсингулярных интегральных уравнений на числовой оси //Известия высших учебных заведений. Поволжский регион. Физико-математические науки. Математика. 2015 г. № 2. С. 78 — 90.
- Бойков И. В., Захарова Ю. Ф., Дмитриева А. А. Об одном численном методе моделирования задач иммунологии // Известия высших учебных заведений. Поволжский регион. Физико-математические науки. Математика. 2015 г. № 2. С. 91 — 107.
- Приближенное решение гиперсингулярных интегральных уравнений первого рода / И. В. Бойков, А. И. Бойкова, М. А. Семов // Известия высших учебных заведений. Поволжский регион. Физико-математические науки. — 2015. — № 3 (35). — С. 11-27.
- Проекционные методы решения гиперсингулярных интегральных уравнений на фракталах / И. В. Бойков, А. И. Бойкова, П. В. Айкашев // Известия высших учебных заведений. Поволжский регион. Физико-математические науки. — 2016. — № 1 (37). — С. 71-86.
- О разрешимости гиперсингулярных интегральных уравнений / И. В. Бойков // Известия высших учебных заведений. Поволжский регион. Физико-математические науки. — 2016. — № 3 (39). — С. 86-102. DOI 10.21685/2072-3040-2016-3-6
- Оптимальные по порядку кубатурные формулы вычисления многомерных интегралов в весовых пространствах Соболева / И. В. Бойков // Сибирский математический журнал. — 2016. — № 3. — С. 543—561.
- Об одном численном методе синтеза фрактальных антенн / И. В. Бойков, П. В. Айкашев // Известия высших учебных заведений. Поволжский регион. Физико-математические науки. — 2017. — № 1 (41). — С. 51-67. DOI 10.21685/2072-3040-2017-1-6
- Построение адаптивных разностных схем решения уравнения теплопроводности / И. В. Бойков, В. А. Рязанцев // Известия высших учебных заведений. Поволжский регион. Физико-математические науки. — 2017. — № 1 (41). — С. 68-81.
- Аналитические методы решения гиперсингулярных интегральных уравнений / И. В. Бойков, А. И. Бойкова // Известия высших учебных заведений. Поволжский регион. Физико-математические науки. — 2017. — № 2 (42). — С. 63-78.
- Приближенные методы решения гиперсингулярных интегральных уравнений первого рода с особенностями второго порядка на классах функций с весами (1 — t2)-1/2 / И. В. Бойков, А. И. Бойкова // Известия высших учебных заведений. Поволжский регион. Физико-математические науки. — 2017. — № 2 (42). — С. 79-90.